# Torremar
Torremar es un barrio perteneciente al distrito Puerto de la Torre de la ciudad andaluza de Málaga, España. Según la delimitación oficial del ayuntamiento, limita al norte con los barrios de Los Morales 1 y Los Morales 2; al este, con el barrio de El Atabal; al sur y al oeste, con el barrio de Los Tomillares.

## Transporte
Ninguna línea de autobús urbano de la EMT alcanza los límites del barrio, si bien, las siguientes paran en las proximidades:
| Línea | Trayecto                               | Recorrido | Frecuencia                              |
| ----- | -------------------------------------- | --------- | --------------------------------------- |
| 21    | Alameda Principal - Puerto de la Torre | Recorrido | 12 minutos                              |
| N4    | Alameda Principal - Puerto de la Torre | Recorrido | 23.30, 1.00 (Alameda) 0.15 (Pto. Torre) |